# Tournon-d'Agenais
Tournon-d'Agenais é uma comuna francesa na região administrativa da Nova Aquitânia, no departamento Lot-et-Garonne. Estende-se por uma área de 21,51 km². Em 2010 a comuna tinha 773 habitantes (densidade: 35,9 hab./km²).